# Viola Florence Barnes
Viola Florence Barnes (28 de agosto de 1885-1 de julio de 1979) fue una autora e historiadora estadounidense. Es considerada una de las más prominentes historiadoras de los Estados Unidos en la primera mitad del siglo XX.

## Biografía
Nacida en Albion, Nebraska, Barnes estudió en la Universidad de Nebraska y en la Universidad de Yale. Fue docente en el Colegio Smith (1933) y en el Colegio Mount Holyoke (1933-1952). En 1940 fue honrada por el Congreso Centenario de Mujeres como una de las 100 mujeres más exitosas en su labor.
Se centró en la historia de Nueva Inglaterra y las provincias marítimas. Su obra más reconocida fue The Dominion of New England (1923).
Sus textos aún se conservan en el Colegio de Mt. Holyoke.